# Pilade Del Buono
Pilade Marco Giuseppe Del Buono (Rio Marina, 6 giugno 1852 – Poggio, 5 agosto 1930) è stato un imprenditore e politico italiano.

## Biografia
Nato da Alessandro Del Buono, deputato di Sanità Marittima, e Lucia Bartoli, dopo aver frequentato la locale Scuola nautica divenne capitano marittimo del distretto di Rio Marina nel 1878.
Nel 1871, a 19 anni, fu comandante del brigantino Arturo di proprietà del fratello Oreste. Sino al 1880 partecipò attivamente alla vita politica dell'isola d'Elba nelle file della sinistra, diventando presidente del Circolo Marittimo Riomarinese.
Nel 1880, quale rappresentante della marineria elbana, partecipò al congresso di Camogli, convocato dai maggiori centri marinari italiani per far fronte alla crisi della navigazione a vela. Vi si distinse per competenza e acutezza delle proposte e per questo fu chiamato a far parte della commissione di esperti che avrebbe collaborato con la costituenda Commissione parlamentare per i problemi della marina mercantile.
Tra il 1881 e il 1882 diresse il giornale Lo Sciabecco, testata su cui scrisse un'invettiva contro la classe dirigente del comune di Rio nell'Elba, che, sentendosi minacciata dalla classe emergente di Rio Marina, si rifiutava di valorizzare il commercio e la marineria. Quella di Del Buono fu quindi una battaglia per la modernizzazione delle strutture e dei servizi del comune, che nel 1882 permise la costituzione del nuovo comune di Rio Marina.
Il 6 marzo 1898, a Livorno, fu eletto alla Camera dei Deputati; contestualmente, insieme al concessionario delle miniere di ferro dell'isola d'Elba Ubaldo Tonietti, si dedicò all'imprenditoria siderurgica fondando a Genova, il 28 luglio 1899, la società Elba con l'intenzione di creare un polo industriale a Portoferraio che fu poi istituito il 13 dicembre 1900.
Nel 1898, insieme ad altri imprenditori, Del Buono finanziò l'impresa Lanzoni, Martini & co., allo scopo di sfruttare le miniere di carbone di Naricual, in Venezuela. L'impresa firmò un contratto con il governo venezuelano, guidato da Cipriano Castro, e iniziò i lavori, ma fu presto coinvolta nelle guerre civili che interessavano il Paese e costretta a sospendere la produzione. Da questo derivò un lungo contenzioso tra il governo italiano e quello venezuelano. Non fu possibile, però, ottenere il rimborso della cospicua perdita subita da Del Buono. 
Nel dicembre 1899 Pilade Del Buono presentò le proprie dimissioni dalla carica di deputato e venne in contatto, a Roma, con l'architetto Adolfo Coppedè; Del Buono commissionò diversi progetti edilizi che furono realizzati in breve tempo all'isola d'Elba, tra cui il Palazzo dei Merli, il Palazzo della Società Elba, la Fattoria San Martino, la Cappella funeraria Del Buono (Portoferraio), la Cappella Tonietti (Cavo) e la Villa Del Buono (Poggio), dove durante i lavori di sbancamento vennero scoperte delle tombe etrusche. A Poggio strinse amicizia con il pittore Giuseppe Mazzei.
Nel 1908 pubblicò con la Tipografia Elbana un pamphlet intitolato In difesa del mio onore, che verteva sulle accuse mosse a Del Buono circa la gestione della società Ilva.
Le perdite subite in Venezuela, tuttavia, pesarono molto sulla sua attività imprenditoriale.
Tra le attività d'interesse culturale, Pilade Del Buono si dedicò alla mineralogia elbana istituendo un Museo mineralogico presso la Villa di San Martino a Portoferraio, in collaborazione con il ricercatore Luigi Celleri.
Nipote di Pilade Del Buono fu lo scrittore Oreste Del Buono.